# 1969 (szám)
Az 1969 (római számmal: MCMLXIX) az 1968 és 1970 között található természetes szám.

## A matematikában
A tízes számrendszerbeli 1969-es a kettes számrendszerben 11110110001, a nyolcas számrendszerben 3661, a tizenhatos számrendszerben 7B1 alakban írható fel.
Az 1969 páratlan szám, összetett szám, félprím. Kanonikus alakja 111 · 1791, normálalakban az 1,969 · 103 szorzattal írható fel. Négy osztója van a természetes számok halmazán, ezek növekvő sorrendben: 1, 11, 179 és 1969.
Az egyetlen, négymillió alatti szám, amire a standard Ackermann-függvény egyik modulo-változata nem stabilizálódik.
Az 1969 hatvanhat szám valódiosztóösszeg-függvényeként áll elő, ezek közül legkisebb a 8687.